# Ditrichum perporodictyon
Ditrichum perporodictyon là một loài rêu trong họ Ditrichaceae. Loài này được Dixon mô tả khoa học đầu tiên năm 1932.